# Alex Neuberger
Alexander James Neuberger, meglio conosciuto con il nome Alex Neuberger (Minnesota, 27 novembre 1992), è un attore statunitense.

## Biografia
Ha recitato in alcuni ruoli, a partire dal 2006.
Tra questi vi è il film Underdog - Storia di un vero supereroe del 2007 in cui fa la parte di Jack Unger.
Vive a Cottage Grove in Minnesota.

## Riconoscimenti
Neubeger ha conseguito 2 nomination per la categoria degli Young Artist Award negli anni 2007 e 2008.

## Filmografia
- Running (Running Scared) (2006)
- Underdog - Storia di un vero supereroe (Underdog) (2007)
- Hello Herman (2011)